# عطلة المفتش الطاهر
عطلة المفتش الطاهر (بالفرنسية: Les Vacances de l'inspecteur Tahar)‏ (بالإنجليزية: The Inspector Tahar's Holiday)‏ هو فيلم جزائري صدرَ عام 1972، وَأخرجهُ المخرج الجزائري موسى حداد، صُورت أغلب مشاهده في تونس. مِن بطولة كل من حاج عبد الرحمان وَيحيى بن مبروك، وَالزهرة فايزة، وَحطاب بن علي وَحسن الحسني.هذا الفيلم يعد جزءًا من سلسلة أفلام "المفتش الطاهر" الشهيرة في الجزائر، والتي تتناول مغامرات المفتش الطاهر لانسبيكتور (بالفرنسية: l'inspecteur)‏، وهو شخصية فكاهية تقوم بحل الجرائم بطريقة فريدة وغير تقليدية معَ مُعينهِ لابرانتي (بالفرنسية: l'apprenti)‏.

## القصة
المفتش الطاهر، الذي يلعب دوره الممثل الجزائري الشهير حاج عبد الرحمان، هوَ مفتش شرطة معروف بنهجه الفريد وَالمميز في التحقيق هوَ وَمعينهِ الوفي وَزميله في العمل، لابرانتي، الذي يجسده الممثل يحيى بن مبروك. بعد فترة طويلة من العمل المتواصل والمليء بالمغامرات، يُقرر المفتش الطاهر أن يأخذَ عطلة للاستجمام وَالابتعاد عن ضغوط العمل. إلّا أن قضية مهمة أوكلت إليهما لتحري السيد وَالسيدة واتسون.
ينتهي بهما الأمر بسرقة شخص تونسي غريب لسيارتهما، وَعندَ وصولهما إلى تونس، إذ تحدث جريمة غامضة في القرية، يلاحظُ المفتش الطاهر أن الضحية هو الإنجليزي وعلاقته بقضية السيدة واتسون، بعدَ ذلك تستقبلهما الحاجّة تراكي بتجسيد مِن الممثلة التونسية الزهرة فايزة، حيثُ يطلعانها على أنّ سيارتهما سُرقت.
أثناء التحقيق، يواجه الثنائي العديد من المواقف الكوميدية والمفارقات الطريفة التي تجسد روح الدعابة الجزائرية وَالتونسية. كل شخصية في القرية تضيف بعدًا جديدًا للقصة، مما يجعل المشاهدين يتساءلون باستمرار عن الجاني الحقيقي.
الفيلم "عطلة المفتش الطاهر" ليس مجرد فيلم كوميدي، بل هو أيضًا احتفاء بالحياة الريفية الجزائرية وَالتونسية البسيطة وَقيم الصداقة والتعاون بين الناس. بفضل أدائه الرائع وقصته المشوقة، يعتبر هذا الفيلم من الأعمال الكلاسيكية التي تظل محفورة في ذاكرة السينما الجزائرية، وَما زالَ يحظى بشعبية كبيرة حتى اليوم.

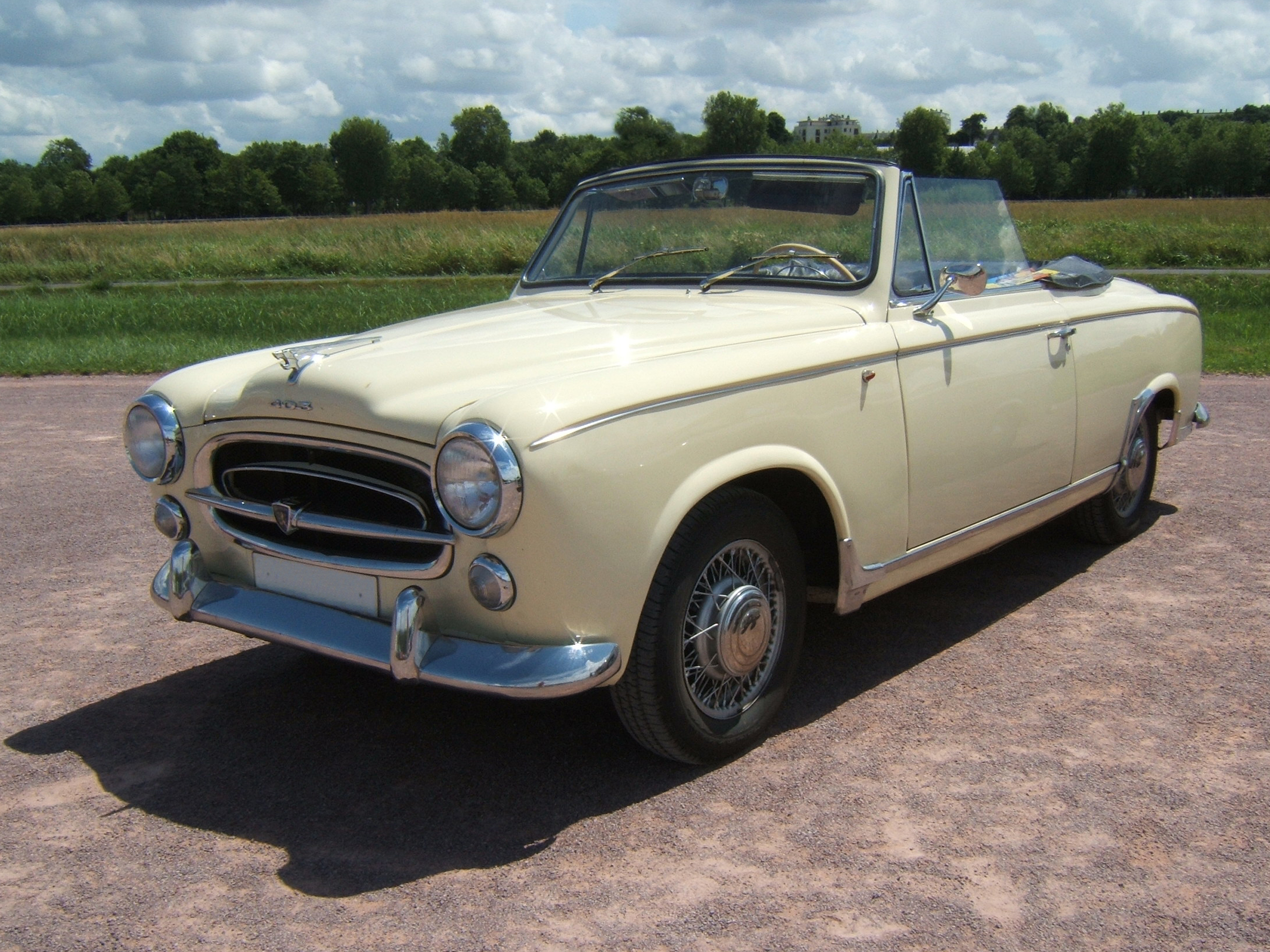
سيارة بيجو 403 كابريولي مِنَ الأيقونات البارزة في الفيلم.

## تمثيل
- حاج عبد الرحمان: المفتش الطاهر
- يحيى بن مبروك: لابرانتي
- زهرة فايزة: أمي تراكي
- محمد بن علي: علي، ابن أمي تراكي
- نادية عقاش
- حسن الحسني

## روابط خارجية
- عطلة المفتش الطاهر على موقع IMDb (الإنجليزية)
- عطلة المفتش الطاهر على موقع ألو سيني (الفرنسية)
- عطلة المفتش الطاهر على موقع أول موفي (الإنجليزية)
- عطلة المفتش الطاهر على موقع قاعدة بيانات الفيلم (الإنجليزية)
- عطلة المفتش الطاهر على موقع ليتربوكسد (الإنجليزية)